# كيت ورلي
كيت ورلي (بالإنجليزية: Kate Worley)‏ هي كاتبة قصص مصورة أمريكية، ولدت في 16 مارس 1958، وتوفيت في 6 يونيو 2004 بسبب سرطان.